# 吳斑
吳斑（？—？），字文南，浙江湖州府歸安縣人，清朝政治人物。

## 生平
吳斑是道光十九年（1839年）己亥科順天鄉試舉人，道光二十七年（1847年）丁未科二甲第十三名進士。與李鴻章、沈葆楨等同年。分發河南即用知縣。

## 家族
父吳增嘉為嘉慶十三年（1808年）戊辰科進士。